# Tejen
Tejen ou Tedjen est une ville-oasis du Turkménistan située dans le désert du Karakoum, dans la province d'Ahal. Elle se trouve sur l'autoroute M37 entre Dushak et Mary à proximité de la frontière iranienne. Située à 161 mètres d'altitude, sa population est de 67 500 habitants, ce qui fait d'elle la huitième ville de pays.

## Histoire
La cité fut prise en 1883 par le général russe Komarov durant la conquête russe du Turkestan.
En 1916, elle fut l'un des foyers des révoltes turkmènes contre le joug russe
Pendant la domination soviétique, le nom de la ville était écrit en russe cyrillique : Теджен et transcrit Tedjen. Depuis l'indépendance turkmène, le nom de la ville - qui a gardé son nom - est souvent retranscrite en anglais sous le nom de Tejen.

## Géographie
La rivière Hari Rûd passe à proximité, ce qui lui vaut son nom turkmène de rivière Tejen.